# Vjasa
Vjasa (sanskrt: व्यास, dobesedno "prevajalec") je osrednja in cenjena figura v večini hindujskih tradicij. Včasih ga imenujemo tudi Veda Vjasa (वेदव्यास, veda-vyāsa, "tisti, ki je razvrščal Vede") ali Krišna Dvaipāyana (ki se nanaša na njegovo polt in mesto rojstva). Na splošno velja za avtorja Mahabharate, kot tudi lik v njem in za pisarja Ved in Puranov. Vjasa se tako šteje za enega od sedmih "Chiranjivins" (dolgo živečih ali nesmrtnih), ki še vedno obstajajo po hindujskih prepričanjih. Po Vishnu Purani je "Veda Vyasa" naslov, ki se uporablja za prevajalce Ved, ki so avatarji Višnuja; Do sedaj se je pojavilo 28 ljudi s tem naslovom.
Festival Guru Purnima je posvečen njemu. Znan je tudi kot Vyasa Purnima, ker je to dan, za katerega se domneva, da je njegov rojstni dan in dan, ko je razdelil Vede. Bil je znan kot badarayana.

### Mahabharata
Vyasa se prvič pojavlja kot prevajalec in pomemben lik Mahabharata. Rečeno je, da je bil širitev boga Višnuja, ki je prišel v Dwaparayugo, da bi vso Vedsko znanje naredil na voljo v pisni obliki, ki je bilo takrat na voljo le v govorni obliki. Bil je sin Satyavati, hčerke ribiča Dušaraj, in modreca Parashara (za katerega velja, da je avtor prve Purane, Vishnu Purana). Obstajata dve različni mnenji v zvezi z njegovim rojstnim krajem. Eno pravi, da se je rodil v okrožju Tanahun v zahodnem Nepalu, v občini Vyas v Gandakiju, njegovo ime Vedh Vyas pa njegovo rojstno mesto. Drug vidik kaže, da se je rodil na otoku v reki Yamuni blizu Kalpa v Uttar Pradesh v Indiji. Vjasa je bila temnejše rase in se zato lahko imenuje z imenom Krišna, pa tudi z imenom Dwaipayana, kar pomeni "otočno rojen".
Dhritarashtra, rojen iz Ambike, in Pandu, rojen iz Ambalika in Vidure, ki je bil rojen slugo, so se rodili iz Vjasovih moči.
Verjetno je, da je Vjasa živel na bregovih Gange v sodobnem Uttarakhandu. Mesto je bilo tudi prebivališče modreca Vashishta kot tudi Pandavi, petih bratov Mahabharata.
Po Mahabharthi se je Maharishi Vyas, njegovi učenci in modrec Viswamitra odločili, da se bodo po Kurukshetravi vojni umirili v hladnem in sproščenem vzdušju. V prizadevanju za mirno bivališče je prišel v gozd Dandaka in zaradi spokojnosti pokrajine izbral ta kraj. Ker je Maharishi Vjasa veliko časa molil, se je mesto tedaj imenoval "Vasara", ki se je zaradi vpliva jezika v tej regiji spremenil v Basar (v Telangani).

### Zgodnje življenje
V prejšnjem življenju je bil Vjasa »Sage Apantaratamas«, ki se je rodil, ko je bog Vishnu izgovoril zlog "Bhu". Bil je privrženec boga Vishnuja. Od rojstva je že imel znanje Ved, Dharmashastras in Upanishads. Po Vishnujevem ukazu se je ponovno rodil kot Vjasa.
Sage Parashara je bil oče Vjase in vnuk Sage Vashisthe. Pred rojstvom Vjase je Parashara opravil velik obred bogu Shivi. Shiva je podelil nagrado, da bi bil Parasharin sin Brahmarshi enak Vashisthi in bi bil znan po njegovem znanju.
Parashara je spočel Vjaso s Satyavati. V trenutku, ko je Satyavati zanosila je takoj rodila Vjaso. Vjasa se je spremenil v odraslo osebo in odšel, obljubil svoji materi, da bo prišel k njej po potrebi.
Vjasa si je pridobil svoje znanje iz štirih Kumar, Narade in boga Brahme samega.

### Veda Vjasa
Hindujci tradicionalno trdijo, da je Vjasa kategoriziral prvobitno Vedo v tri kanonične zbirke in  četrta poznana kot Atharvaveda, je bila prepoznana kot Veda šele pozneje. Zato se je imenoval Veda Vjasa ali "Splitter Vedskih", kar je bil podvig, ki ljudem omogoča razumeti božansko znanje o Vedi. Beseda vjasa pomeni razdelitev, razlikovanje ali opisovanje.
Knjiga Vishnu Purana ima teorijo o Vjasi. Hindujski pogled na vesolje je ciklični pojav, ki nastane in se večkrat razgradi. Vsakemu krogu predseduje več manusov, po eno za vsako Manvantara, ki ima štiri starosti, Yugas padajočih vrlin. Dvapara Yuga je tretja Yuga. Vishnu Purana (knjiga 3, Ch 3) pravi:
V vsaki tretji svetovni dobi (Dvapara), Vishnu, v osebi Vjasa, da bi pospeševali dobro človeštva, deli Veda, ki je sicer ena, v več delih. Opazoval je omejeno vzdržljivost, energijo in zmožnosti smrtnikov in zato Vedo naredi štirikrat, da jo prilagodi njihovim zmogljivostim; in telesna oblika, ki jo prevzame, za uresničitev te razvrstitve, je znana po imenu Veda-vjasa. Osemindvajsetkrat je Vedas uredil veliki Rišis v Vaivasvati Manvantari, in posledično je umrlo osemindvajset Vjasi; s katerim je bila v zadevnih obdobjih Veda razdeljena na štiri. Prvo distribucijo je izvedel Svayambhu (Brahma) sam; v drugem je bil aranžer Vede (Vjasa) Prajapati  (in tako naprej do osemindvajsetih).
V skladu s Vishnu Purana bo sinu Guru Drone rishi Aswatthama postal naslednji žajbelj Vjasa (naslov), ki nato razdeli Veda v 29. mahajugi 7. Manvantare. 

### Kronist Mahabharate
Vyasa je tradicionalno znan kot kronist tega epa in je tudi pomemben lik v njem. Po legendi je bil modrec Vjasa sin Satyavati in Parashare. Med mladostjo je bila Satyavati bila ribička, ki je vozila čoln. Nekega dne se je modrecu Parashari mudilo, saj se je hotel udeležiti nekega obreda. Satyavati mu je pomagal prečkati reko, zato ji je podaril mantro, s katero bi se rodil sin, ki bi bil modrec z vsemi dobrimi lastnostmi. Satyavati je takoj uporabila mantro in tako se je rodil Vyasa. Ta incident je ohranila kot skrivnost, tudi pred kraljem Shantanujem. Po več letih sta Shantanu in Satyavati imela dva sina, imenovana Chitrangada in Vichitraviriya. Chitrangado je v bitki ubil Gandharvas, Vichitraveriya pa je bil ves čas bolan. Satyavati je nato prosila Bhisme, da pripelje kraljice za Vichitravirya. Bhishma se udeleži možitvenega obreda, ki ga je vodil kralj Kaši (sedanji Varanasi) in porazi vse kralje. Uspešno je ugrabil tri princese Ambo, Ambika in Ambalika. Amba, ki je že bila za Shalve, se je poročila z Vichitravirijo, kasneje pa se je obljubila, da bo ubila Bhishmo. Med poročnim obredom se je Vichitraviriya zrušil in umrl, Satyavati pa ni vedela, kako rešiti klan. Prosila je Bhishmo, da se poroči z obema kraljicama, vendar je zavrnil, ker je že obljubil njej in  njenem očetu, da se ne bo z nikomer poročil in tako ne bi mogel biti oče dediča kraljestvu. Kasneje je Bhishmi razkrila skrivnost njenega preteklega življenja in ga prosila, naj pripelje Vyaso v Hastinapur. Modrec Vyasa je s svojimi močmi naredil otroka princesi Ambiki, a je ta storila napako in zato rodila bolanega otroka po imenu Dhirdharashtra. Nato je tako otroka naredil tudi Ambaliki-ime otroka je bilo Pandu. Potem je naročil, da pošljejo še enkrat eno od princes, da bi se lahko rodil zdrav otrok. Namesto, da bi prišli sami sta poslali služkinjo, ki je bila mirna in dobila je otroka imenovanega Vidura. Poleg teh sinov ima še enega-Shuko, ki se je rodil njegovi ženi Pinjala (hčerki modreca Jabalija). Shuka je duhovni naslednik Vyase in se nekajkrat pojavi v zgodbi kot duhovni svetovalec princes.
V prvi knjigi Mahabharata Vyasa prosi Ganesha, da mu pomaga pri pisanju besedila, vendar je Ganesha postavil pogoj, da bo to storil le, če bi Vyasa pripovedovala celo zgodbo brez premora. Vyasa je odgovoril z nasprotnim pogojem, da mora Ganesha razumeti vse, preden ga napiše. Tako je Viasa pripovedoval celotno zgodbo Mahabharata in vse Upanišade in 18 Puran, medtem ko je bog Ganesha zapisal.
Viasa naj bi meditiral in pisal ep ob vznožju reke Beas (Vipasa) v regiji Punjab.

#### Vjasa Jaya
Vasaška Jaya (dobesedno, "zmaga"), jedro Mahabharata, je strukturirana v obliki dialoga med Dhritarashtra (kraljem  Kurujem in očetom Kauravasom, ki sta nasprotovala Pandavamu v Kurukshetravi vojni) in Sanjajo, njegov svetovalec in voznik. Sanjaya pripoveduje podatke o Kurukshetravi vojni, ki se je kronološko odvijala osemnajst dni. Dhritarāshtra včasih postavlja vprašanja in izraža dvome, včasih obžalovanja, vedoč o uničenju, ki ga je vojna povzročila njegovim sinovom, prijateljem in sorodnikom.
Sanjaya, v začetku, opisuje različne kontinente Zemlje in številne planote ter se osredotoča na indijski podcelini. Opisani so veliki in podrobni seznami, ki opisujejo stotine kraljestev, plemena, provinc, mest, vasi, rek, gora, gozdov itd. od (Starodavnega) indijske podceline (Bhārata Varsha). Poleg tega daje tudi opise vojaških formacij, ki jih vsako leto sprejmejo posamezne strani, smrt posameznih junakov in podrobnosti o vojnih rasah. Osemnajst poglavij Vjasa Jaya je Bhagavad Gita, sveto besedilo v hinduizmu. Tako se Jaya ukvarja z različnimi temami, kot so geografija, zgodovina, vojna, religija in morala.

#### Mahābharata Ugrasrave Sauti
Končna različica Vjasinega dela je Mahābharata. Strukturirano je kot pripovednik Ugrasrave Sauti, strokovnega pripovedovalca zgodbe, na skupščino rishisa, ki se je v gozdu Naimisha pravkar udeležila 12-letne žrtve, znane kot Saunaka (tudi kot "Kulapati").

#### Sklicevanje na pisanje
V Mahabarata obstaja tradicija, v kateri želi Vjasa napisati ali vpisati svoje delo:
Grandsire Brahma (ustvarjalec vesolja) prihaja in pove Vjasi, da dobi pomoč Ganapatija za njegovo nalogo. Ganapati piše, kar reče Vjasa iz spomina, zato je Mahabharata napisan.
Obstajajo nekateri dokazi, da je pisanje morda že prej znano na podlagi arheoloških najdb stilov v barvi pobarvanega sivega porekla, ki je med 5000 let pred našim štetjem in 3000 let pred našim štetjem in arheološke dokaze o Brahmi skripti, ki se uporablja od vsaj 300 let pred našim štetjem.

### Druga dodana besedila
Vjasi je prav tako pripisan pisanju osemnajstih pomembnih Purān. Njegov sin Shuka je pripovednik glavnega Purāṇa Bhagavat-Purāṇa.
Brahma Sutra se pripisuje Badarayani - zaradi česar je zagovornik grške šole hindujske filozofije. Vaishnavas združuje Vjaso z Badarayano, saj  je bil otok, na katerem je bil Vjasa rojen, pokrita z drevesi Badara (Indijanska jujube / Ber / Ziziphus mauritiana). Nekateri sodobni zgodovinarji, kateri panakazujejo, da gre za dve različni osebnosti.
Morda je obstajalo več kot ena Vjasa, ali pa je bilo to  ime včasih mogoče uporabiti za verodostojnost številnih starih besedil. Velika starodavna indijska literatura je bila rezultat dolge ustne tradicije s širokim kulturnim pomenom in ne rezultatom samega avtorja. Vendar pa je Vjasi pripisana dokumentacija, zbiranje, kategorizacija ali pisanje komentarjev o večini te literature.

### V Sikhizmu
V Brahmu Avtarju, eni od kompozicij v Dasam Granthu, Druga Skripta Sikhov, Guru Gobind Singh omenja Rishi Vyas kot avatarja Brahme. Obravnvam je kot peto utelešenje Brahme. Guru Gobind Singh je kratko predstavil kompozicije Rishi Vyasa o velikih kraljih - Manu, Prithu, Bharat, Jujat, Ben, Mandata, Dilip, Raghu Raj in Aj in mu pripisal ohranitev Vedskega učenja.